# جائزة بوليتزر عن فئة التعليق
جائزة بوليتزر عن فئة التعليق (بالإنجليزية: Pulitzer Prize for Commentary)‏ هي واحدة من أربعة عشر جائزة بوليتزر تقدمها سنويًا جامعة كولومبيا بنيويورك في الولايات المتحدة الأمريكية للصحافة. بدأ العمل بها رسميًا منذ عام 1942، وتُمنح للتعليقات المميزة عبر استخدام أي وسائل صحفية متاحة، التي نشرت خلال العام. وبدءًا من عام 1980، بدأ الإعلان عن عملين آخرين دخلا التصفيات الأخيرة للجائزة، ليتم بذلك الإعلان عن الفائز إلى جانب أصحاب المركزين الآخرين.
تحظى هذه الجوائز، التي مولت في الأساس بمنحة من رائد الصحافة الأمريكي جوزيف بوليتزر بتقدير كبير. وتمنح جامعة كولومبيا الجوائز بتوصية من هيئة جوائز بوليتزر، المكونة من محكمين تعينهم الجامعة نفسها ويصل عدد الجوائز الممنوحة سنويًا إلى واحد وعشرين جائزة.

## الفائزون
الفائزون بالجائزة:  
- بيغي نونان (سنة 2017)
- ليزا فالكنبيرغ (سنة 2015)
- ستيفن هندرسون (سنة 2014)
- بريت ستيفنز (سنة 2013)
- كاثلين باركر (سنة 2010)
- يوجين روبنسون (سنة 2009)
- سينثيا تاكر (سنة 2007)
- نيكولاس كريستوف (سنة 2006)
- ليونارد بيتس (سنة 2004)
- كولبيرت آي. كينغ (سنة 2003)
- توماس فريدمان (سنة 2002)
- مورين دود (سنة 1999)
- إيلين مكنمارا (سنة 1997)
- إي. ر. شيب (سنة 1996)
- جيم دير (سنة 1995)
- جيم هوغلاند (سنة 1991)
- جيم موراي (سنة 1990)
- ديف باري (سنة 1988)
- تشارلز كروثامر (سنة 1987)
- جيمي بريسلن (سنة 1986)
- موراي كيمبتون (سنة 1985)
- أرت بوكوالد (سنة 1982)
- ديف أندرسون (سنة 1981)
- إيلين غودمان (سنة 1980)
- راسيل بيكر (سنة 1979)
- وليام سافاير (سنة 1978)
- جورج ويل (سنة 1977)
- ريد سميث (سنة 1976)
- مايك رويكو (سنة 1972)
- ماركيز تشايلدز (سنة 1970)

## وصلات خارجية
- الموقع الرسمي.
- الفائزين السابقين والمرشحين حسب الفئة.